# Enguerrand VII. de Coucy
Enguerrand VII. de Coucy KG (veraltet auch Ingelram von Coucy) (* um 1339; † 18. Februar 1397 in Bursa, Türkei) war der letzte Herr von Coucy in der Picardie (Nordfrankreich), ab 1367 Graf von Soissons und damit Pair von Frankreich und zudem ein englischer Peer und Ritter des Hosenbandordens.

Wappen Enguerrands VII. de Coucy.

## Leben

### Erste Jahre
Enguerrand VII. war der Sohn Enguerrands VI. de Coucy und der Katharina von Habsburg († 1349), Tochter Herzog Leopolds I. von Österreich. Er wurde mit sieben Jahren Halbwaise, nachdem sein Vater 1346 beim Kampf gegen England in der Schlacht von Crecy gestorben war. Mit der Vormundschaft über ihn wurde der königliche Rat Jean de Nesle betraut, die militärische Führung der Baronie Coucy übernahm der Feldhauptmann Mathieu de Roye. Sein Lehrmeister im Kriegshandwerk wurde sein Onkel Jean de Coucy. Im Jahr 1349 starben auch seine Mutter und deren zweiter Ehemann, als die erste große Pestwelle durch Europa zog.
Seinen ersten Kriegsdienst erlebte Coucy 1355, als er in einem königlichen Heer in der Picardie gegen ein englisches Heer unter dem Duke of Lancaster und König Eduard III. von England zog. Aller Wahrscheinlichkeit nach befand er sich ein Jahr später auch in dem französischen Heer, das in der Schlacht bei Maupertuis eine vernichtende Niederlage gegen die Engländer unter dem „Schwarzen Prinzen“ erfuhr. 1358 schlug Coucy in seiner Baronie den Aufstand der Bauern (Jacquerie) nieder und unterstützte König Karl den Bösen von Navarra gegen den Dauphin Karl. Nachdem sich Navarra aber mit dem Bürgerführer Étienne Marcel verbündet hatte, wechselte er auf die Seite des Dauphins, für den er die Burg des Bischofs von Laon, Robert le Coq, zerstörte.

### Zwischen Frankreich und England
Im Friedensschluss von Brétigny 1360 wurde unter anderem die Stellung von vierzig Geiseln des französischen Hochadels für die Freilassung König Johanns II., der bei Maupertuis in die Gefangenschaft gefallen war, vereinbart. Unter den Geiseln befand sich auch Coucy. In der englischen Gefangenschaft, die sich für die französischen Geiseln in fortdauernden höfischen Festivitäten äußerte, machte er unter anderem die Bekanntschaft mit Jean Froissart und Geoffrey Chaucer.
1363 erhielt Coucy von König Eduard III. alle englischen Besitzungen zurückerstattet, die einst seine Urgroßmutter, Christine de Lindsay, dem Hause Coucy eingebracht hatte, die aber von der englischen Krone bei Ausbruch des Hundertjährigen Krieges beschlagnahmt worden waren. Offenbar versuchte Eduard III., den mächtigen Herren des Hinterlandes von Calais somit auf seine Seite oder zumindest in eine neutrale Haltung gegenüber Frankreich zu ziehen. Höhepunkt dieser Gunstbeweise war die Hochzeit Coucys mit der acht Jahre älteren Königstochter Isabella auf Windsor Castle am 27. Juli 1365.
Diese Ehe brachte ihm nicht nur eine enorme Mitgift ein, sondern auch die Freiheit. Im November 1365 reiste er mit seiner Frau wieder nach Frankreich, um dort seine Besitzungen zu inspizieren. Im April 1366 wurde seine erste Tochter auf der Burg Coucy geboren. Nach seiner Rückkehr nach England wurde er als Ritter in den Hosenbandorden aufgenommen und am 11. Mai 1366 zum Earl of Bedford ernannt. Unter den französischen Geiseln befand sich auch Guido II. von Châtillon, Graf von Blois und Soissons, der nicht in der Lage war, für sein hohes Lösegeld aufzukommen. Stattdessen tauschte er 1367 mit der Zustimmung des französischen Königs seine Grafschaft Soissons bei König Eduard III. für seine Freiheit ein, Eduard wiederum reichte die Grafschaft umgehend an Coucy weiter, der im Gegenzug auf die Mitgift seiner Frau verzichtete. Um diese Zeit wurde seine zweite Tochter geboren, die auf den Namen ihrer Großmutter mütterlicherseits, Königin Philippa, getauft wurde.
Im Juli 1367 kehrte Coucy nach Frankreich zurück. Um die zunehmende Landflucht der Bauern einzudämmen und damit die Erträge seiner Ländereien stabil zu halten, schaffte er in all seinen Besitzungen die Leibeigenschaft ab. Im Frühjahr 1369 entflammte der Hundertjährige Krieg von neuem mit einer Kriegserklärung König Karls V. an England. Als Vasall Frankreichs und als Schwiegersohn des Königs von England stand Coucy zwischen den Fronten und entschied sich deshalb, nicht an den folgenden Kämpfen teilzunehmen. Stattdessen führte er im September 1369 eine kleine Truppe in das Elsass, um dort Besitzansprüche zu erstreiten, die er von seiner Mutter geerbt hatte, die ihm aber von seinen habsburgischen Vettern Albrecht III. und Leopold III. vorenthalten wurden. Das Unternehmen verlief trotz der Unterstützung des Grafen von Montbéliard erfolglos, und schon im Frühjahr 1370 erschien Coucy am Hof Kaiser Karls IV. in Prag, bei dem er vergeblich um Unterstützung in seiner Sache bat.

### Heerführer der päpstlichen Liga
Im Jahr 1371 stellte sich Coucy als Heerführer in den Dienst seines ihm anverwandten Grafen Amadeus VI. von Savoyen. Dieser war der militärische Führer einer Liga Papst Gregors XI., die gegen den Herrscher von Mailand, Bernabò Visconti, gerichtet war. Zusammen mit dem deutschen Söldnerführer Anachino Baumgarten entsetzte er dabei 1372 erfolgreich Asti, das von dem jungen Gian Galeazzo Visconti und dem Söldnerführer John Hawkwood belagert wurde.
Im Dezember 1372 wurde Coucy vom Papst zum Oberbefehlshaber der päpstlichen Truppen in der Lombardei ernannt. Im Jahr darauf vereinte er bei Parma seine Truppen mit denen des John Hawkwood, der inzwischen auf die päpstliche Seite gewechselt war, um gemeinsam mit ihm gegen Mailand zu marschieren. Sie beabsichtigten, sich mit dem Heer des Grafen von Savoyen, Amadeus VI., zu vereinen, aber Bernabò Visconti verhinderte dies, indem er den Oglio aufstauen ließ. Bei Montichiari, in der Nähe von Brescia, mussten sich Coucy und Hawkwood deshalb einem überlegenen Heer unter Gian Galeazzo Visconti stellen, das sie aber überraschend in die Flucht schlagen konnten. Eine Vereinigung mit Savoyen war dennoch unmöglich, weshalb sie sich nach Bologna zurückzogen, wobei Coucy die Plünderung Mantuas durch Hawkwoods Söldner nicht verhindern konnte.
In Bologna konnte sich das Ligaheer schließlich mit Savoyen vereinen, und gemeinsam wurde im August 1373 die Belagerung von Piacenza aufgenommen. Diese scheiterte an widrigen Wetterbedingungen und einer zunehmenden Dezimierung des Heeres durch eine neue Pestwelle. Nachdem auch der Graf von Savoyen erkrankt war, lösten sich das Heer und damit auch die päpstliche Liga auf. Coucy ließ sich 1374 vom Papst aus dessen Dienst entlassen, wohl auch weil dieser nicht mehr in der Lage war, seinen Sold auszuzahlen.

### Guglerkrieg

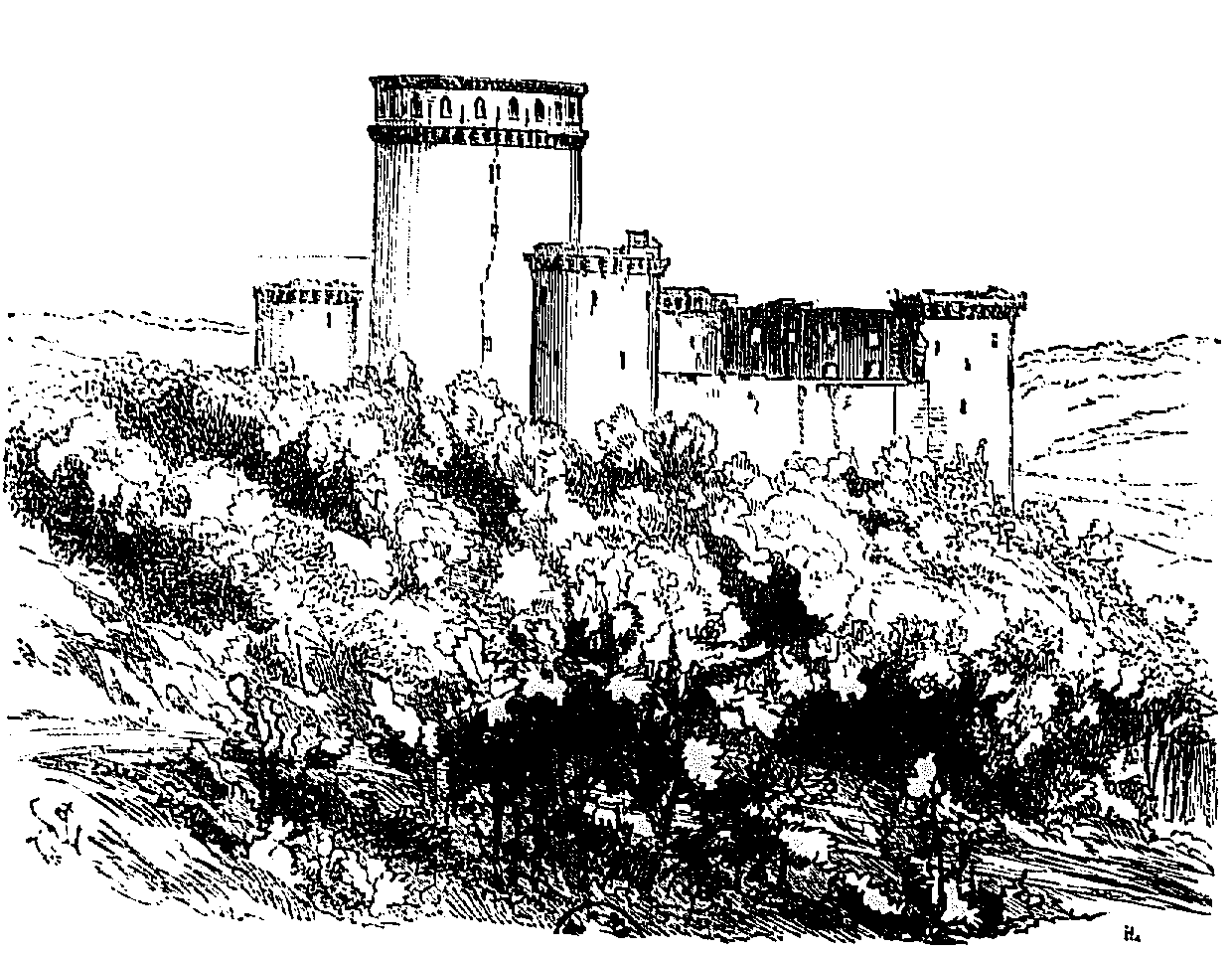
Ruinen von Coucy um 1860, Zeichnung von Eugène Viollet-le-Duc

Im November 1374 war Coucy wieder auf seiner heimatlichen Burg. Er wurde von König Karl V. zum Marschall von Frankreich ernannt, doch in Anbetracht seiner Beziehung zu England lehnte Coucy dieses Amt ab, erhielt aber dennoch die Pensionen eines Marschalls ausgezahlt. Er setzte sich beim König für die Freilassung des Captal de Buch ein, was aber scheiterte, weil dieser sich in seiner Freundschaft zum „schwarzen Prinzen“ weigerte, dem französischen König die Treue zu schwören.
1375 erhielt Coucy von der königlichen Regierung umfangreiche finanzielle Mittel für einen erneuten Krieg gegen seine Habsburgervettern. Dazu wurden ihm auch die Söldnerkompanien unterstellt, die seit dem Waffenstillstand von Brügge beschäftigungslos das Land in Unruhe hielten. Dem folgenden Kriegszug schlossen sich auch mehrere Ritter aus England und sogar einhundert Deutschordensritter an. Herzog Leopold III. ordnete den Städten des Elsass und des Juras an, sich in Verteidigungsbereitschaft zu versetzen und Felder zu verbrennen. Als Coucy im November 1375 ins Elsass vorstieß, hatte bereits eine Vorausstreitmacht disziplinloser Söldner das Land verwüstet und ausgeplündert sowie mehrere Klöster zerstört. Enguerrand marschierte in den Aargau ein und erreichte am 25. November Basel, dessen Bischof ihm den freien Durchzug durch sein Gebiet gewährte.
Plündernd und brandschatzend zogen die Söldner, die wegen ihrer kalottenförmigen Helme „Gugler“ genannt wurden, ins Aaregebiet vor und zogen den Zorn der einheimischen Bevölkerung auf sich. In nächtlichen Gefechten wurden den Söldnertruppen empfindliche Verluste beigefügt. Eine entscheidende Niederlage erlitten sie am 24./25. Dezember 1375 durch Entlebucher Truppen bei Buttisholz und in den folgenden Tagen durch den von den Stadtbernern organisierten Widerstand bei Ins und Fraubrunnen. Auf Grund dieser Niederlagen und auch wegen der kalten Witterung trat Coucy die Heimreise nach Frankreich an, ohne eines seiner Kriegsziele erreicht zu haben. Bei Wattweiler schloss er am 13. Januar 1376 mit Leopold III. einen Frieden, indem er das Lehen des gefallenen Grafen von Nidau einschließlich der Stadt Büren erhielt, im Gegenzug ließ er alle anderen Ansprüche fallen. Letztlich war dies aber kein Gewinn, da die habsburgischen Abtretungen im Schweizer Seeland schon im folgenden Jahr an die Städte Bern und Solothurn fielen, ohne dass Coucy dagegen etwas unternehmen konnte.

### Zuwendung zu Frankreich und Engagement im Hundertjährigen Krieg
Wieder in der Heimat erhielt Coucy im Frühjahr 1376 von König Karl V. den Auftrag, zusammen mit dem Maréchal de Sancerre jene Söldner zu bekämpfen, die er zuvor noch gegen Habsburg geführt hatte und die nun die Champagne verwüsteten. In dieser Zeit sollen seine Freunde ihn dazu bewogen haben, „französisch“ zu werden, das heißt seine Bindungen an England aufzugeben, zumal in dieser Zeit der in Brügge verhandelte Waffenstillstand mit England kurz vor dem Auslaufen stand.
Im April 1376 war Coucy wieder in England, wo er Zeuge der Unruhen um den Kirchenreformator John Wyclif wurde. Es ist nicht bekannt, ob er als englischer Peer in dem kurz darauf einberufenen Guten Parlament einen Sitz einnahm. Mit seiner Frau war er anschließend am Totenbett seines Schwagers Edward of Woodstock, dem „schwarzen Prinz“. Noch bevor Coucy im Herbst desselben Jahres nach Frankreich zurückkehrte, wurde sein Schwiegervater, König Eduard III., von einer schweren Krankheit befallen, an der er wenig später starb. Wieder zurück in Frankreich soll Coucy laut Froissart dem König Karl V. zu einer Invasion Englands geraten haben, da das Inselkönigreich verteidigungsunfähig sei. Offensichtlich stellte sich Coucy in dieser Zeit endgültig auf die Seite Frankreichs: Seine Tochter wurde eine Hofdame der Königin, er selbst ein Mitglied des königlichen Rats, und er übernahm erste, gegen England gerichtete diplomatische Missionen in Flandern.
Im Jahr 1377 führte Coucy in Montreuil, Calais und Boulogne direkte Verhandlungen mit englischen Abgesandten, darunter Geoffrey Chaucer, um eine Verlängerung des Waffenstillstandes. Allerdings lehnten die Engländer mehrere Angebote ab, vor allem wollten sie nicht auf Calais verzichten. Am 26. August 1377 leistete Coucy schriftlich gegenüber König Richard II. einen Verzicht auf alle Besitzungen und Titel, die er in England besaß, da er „ein guter und wahrer Franzose“ geworden sei. Dies bedeutete faktisch auch das Ende seiner Ehe mit Isabella, die mit ihrer jüngeren Tochter in England blieb.
Der Hundertjährige Krieg wurde noch im selben Jahr fortgesetzt mit Überfällen der französischen Flotte unter dem Admiral de Vienne auf die englische Küste. Coucy selbst kämpfte unter dem Kommando des Herzogs Ludwig von Anjou gegen die Engländer in der Gascogne. Im Dezember 1377 geleitete er den römisch-deutschen Kaiser Karl IV. von Cambrai bis zu dessen feierlichem Einzug in Paris. Bis zum Ende des Jahres 1378 eroberte er zusammen mit Bureau de la Rivière alle Besitzungen Karls des Bösen von Navarra in der Normandie, vor allem Évreux. Auf diesem Feldzug befreundete sich Coucy mit dem bretonischen Feldhauptmann Olivier de Clisson, mit dem er eine Waffenbruderschaft schloss. Anschließend war er einer der vier Richter, die den Herzog Johann V. von Bretagne wegen Felonie verurteilten.
1379 gründete Coucy mit dem „Orden der Krone“ einen eigenen Ritterorden, der von Eustache Deschamps lyrisch gefeiert wurde und in dem auch Frauen aufgenommen werden konnten. Im selben Jahr starb in England seine Frau.
Im Folgejahr starb Bertrand du Guesclin, und Coucy wurde von König Karl V. als dessen Nachfolger für das Amt des Connétable bestimmt, das höchste Amt, das die Krone zu vergeben hatte. Aber Coucy lehnte aus unerklärten Gründen die Ernennung ab und empfahl dafür seinen Freund Olivier de Clisson. Stattdessen ließ er sich zum Generalhauptmann der Picardie ernennen, die kurz darauf durch den Earl of Buckingham geplündert wurde. Philipp II., der Herzog von Burgund, versammelte in Troyes ein Heer, griff aber auf ausdrücklichen Befehl des Königs die Engländer nicht an. Stattdessen vereinbarte er einen ritterlichen Zweikampf mit jeweils zehn Rittern auf beiden Seiten vor der Stadt, einer der französischen Ritter war Coucy. Der Kampf endete mit einem Unentschieden, und der Earl of Buckingham zog weiter bis an die Loire und von dort in Richtung Bretagne.
Am 16. September 1380 war Coucy einer der Getreuen am Totenbett König Karls V. in Beauté. Anschließend schloss er im Januar 1381 mit Herzog Johann V. von Bretagne den zweiten Vertrag von Guérande, indem der Herzog sich mit Frankreich versöhnte. Der Earl of Buckingham erreichte kurz darauf die Bretagne und musste sich angesichts verschlossener Städte nach England zurückziehen, ohne irgendeinen Erfolg errungen zu haben.

### Flandern und Italien
Coucy nahm am 4. November 1380 an der Krönung des noch unmündigen Königs Karl VI. in Reims teil. Er behielt seinen Platz im königlichen Rat bei und pflegte zu den regierenden Herzögen, den Onkeln des Königs, ein gutes Verhältnis, obwohl diese untereinander verfeindet waren. Er riet erfolglos dem Herzog von Anjou von einem Zug nach Süditalien, um dort das Königreich Neapel zu erobern, ab. Der Herzog aber wollte eine Krone gewinnen und führte zur Finanzierung dieses Vorhabens eigens im Januar 1382 mehrere Besteuerungen wieder ein, die König Karl V. kurz vor seinem Tod noch abgeschafft hatte. Diese Maßnahme führte umgehend in mehreren Städten Nordfrankreichs zu gewaltsamen Aufständen der Bürger, die vor allem in Paris mit dem Aufstand der Maillotins die Herrschaft übernahmen. Zusammen mit dem Herzog von Burgund unternahm Coucy mehrere Vermittlungsversuche bei den Pariser Bürgern, um den Aufstand zu beenden.
In Flandern erhoben sich ebenfalls die Städte unter der Führung Gents gegen den Grafen von Flandern, der wiederum seinen Schwiegersohn, den Herzog von Burgund, um Hilfe bat. Der Herzog zog das gesamte königliche Heer zusammen, um sein zukünftiges Erbe zu retten, Coucy beteiligte sich mit drei Bannerrittern und zehn Rittern an diesem Feldzug. Die Flamen unter ihrem Führer Philipp van Artevelde wurden am 27. September 1382 in der Schlacht bei Roosebeke gestellt. Am Vorabend der Schlacht soll der französische Kriegsrat beschlossen haben, den Connétable Clisson für einen Tag seines Amtes zu entheben, da dieser als Bewacher beim König bleiben sollte, der wegen seiner Unmündigkeit nicht mitkämpfen konnte. Statt ihm sollte Coucy die französischen Truppen als Connétable in die Schlacht führen. Clisson aber konnte den jungen König von dieser Entscheidung mit dem Einwand abbringen, dies würde ihm für immer den Ruf der Feigheit einbringen, was ihm nicht angetan werden dürfe. Letztlich führte Clisson die Ritter in der Schlacht an, aber Coucy erntete dennoch den Ruhm, da er zusammen mit dem Herzog von Bourbon den entscheidenden Angriff auf die Flamen befehligte, der zum Tod Arteveldes und damit zum Sieg der Franzosen führte. Der Sieg bei Roosebeke führte zum Zusammenbruch der Aufstände in Frankreich. Mit dem Maréchal de Sancerre hob Coucy widerstandslos die Tore von Paris aus den Angeln, um einen ungehinderten Einzug des Königs gewährleisten zu können.
Anschließend beabsichtigte Coucy nach Süditalien zu ziehen, wo inzwischen der Herzog von Anjou mit seinem Feldzug kurz vor dem Scheitern stand. Das Unternehmen wurde allerdings von einem erneuten Angriff der Engländer aufgehalten. Im Winter 1383 hatte der Bischof von Norwich die Küstenstadt Dünkirchen besetzt; erst im Januar 1384 konnte mit ihm ein Waffenstillstand ausgehandelt werden. Dies war zugleich der letzte Angriff Englands auf Frankreich im 14. Jahrhundert, der Hundertjährige Krieg kam für die nächsten dreißig Jahre zum Erliegen. Anschließend beteiligte sich Coucy an einer Privatfehde des Herzogs von Bar, mit dessen Erbsohn er seine Tochter verheiratete.
Im Frühjahr 1384 brach Coucy zu einer Rettung des Herzogs von Anjou auf. Von der französischen Krone wurde er mit 78.000 Livre, einem Heer von 1500 Lanzen und etwa 7000 Infanteristen ausgestattet. Zunächst marschierte er nach Avignon, um sich mit dem von Frankreich anerkannten Papst Clemens VII. abzustimmen, da die Sache Anjous in Italien zugleich auch gegen den Papst Urban VI. gerichtet war (siehe: Abendländisches Schisma). Im Juli überquerte er die Alpen über den Mont-Cenis-Pass, um anschließend von seinem einstigen Feind Bernabò Visconti nach Mailand eingeladen zu werden. Coucy hatte von Anjou unter anderem eine Vollmacht erhalten, dessen Erbsohn mit einer Tochter Viscontis in einer Ferntrauung zu verheiraten. In dieser Zeit erhielt Coucy von mehreren italienischen Stadtstaaten Bündnisangebote, darunter auch von Florenz, welches eigentlich gegen Anjou und Papst Klemens VII. gestellt war. Trotz der Gewährung eines freien Durchzuges durch das Staatsgebiet von Florenz gestaltete sich der Marsch problematisch, vor allem wegen der von den Söldnern Coucys begangenen Plünderungen. Um eine feste Basis zu gewinnen, beabsichtigte er die Stadt Arezzo an sich zu bringen, die sich Florenz erst vor kurzem angeeignet hatte. Er forderte Florenz und Siena zu Tributzahlungen auf, die allerdings nur Siena zahlte. Florenz hingegen stellte ein Bürgerheer auf, was Coucy als einen feindseligen Akt auslegte. Um den florentinischen Gouverneur von Arezzo in Sicherheit zu wiegen, marschierte Coucy zunächst in Richtung Cortona, ließ sein Heer aber schnell wieder wenden, um am 29. September vor Arezzo zu erscheinen. Dort teilte er sein Heer in zwei Abteilungen; während die erste die Verteidiger der Stadt mit Kampflärm ablenkten, umging er mit der zweiten die Stadtmauern, um durch ein schlecht bewachtes Hintertor in die Stadt einzudringen. Im Handstreich gelang ihm so die Eroberung Arezzos, nur die Zitadelle der Stadt hielt noch gegen ihn stand.
Zu diesem Zeitpunkt war der Herzog von Anjou aber schon seit neun Tagen tot. Er starb von König Karl III. von Neapel isoliert in Bari, die Reste seines Heeres lösten sich auf. Ohne davon zu ahnen, hatte sich Coucys Position gegenüber Florenz verschlechtert. Mit den aus Neapel zurückkehrenden florentinischen Söldnern unter John Hawkwood wurde Coucy nun seinerseits in Arezzo eingeschlossen, gleichzeitig versuchte Florenz mit Papst Urban VI. eine Liga italienischer Staaten gegen die „Schismatiker“ aus Frankreich zu schmieden. Coucy versuchte seiner drohenden Isolation mit diplomatischen Mitteln zu begegnen, indem er Siena einen Verkauf Arezzos für 20.000 Goldflorin anbot, im Wissen, dass die Florentiner seit jeher mit Siena verfeindet waren. Da sich auch Mailand einem Bündnis mit Florenz versagte, entstand somit eine Pattsituation, aus der sich Florenz bei Coucy mit einem Kauf von Arezzo lösen wollte. Nachdem ihm Florenz 40.000 Goldflorin ausgezahlt und freien Durchzug bis an die Mittelmeerküste gewährt hatte, zog Coucy am 20. November aus Arezzo ab. Obwohl er von Anjou testamentarisch als Stellvertreter von Anjous unmündigen Sohn zum Vizekönig von Neapel ernannt worden war, zog er umgehend in die Heimat zurück, da an eine erfolgreiche Eroberung des Königreichs nicht mehr zu denken war. Im Januar 1385 erreichte er wieder Avignon, wo er wegen eines Beinbruchs nach einem Reitunfall vier Monate ans Bett gefesselt war.

### Am königlichen Hof
Noch in Avignon weilend, wurde Coucy vom königlichen Rat autorisiert, bei Papst Clemens VII. eine Vermittlung für Ehe des Königs mit einer Tochter des Herzogs von Bayern in die Wege zu leiten. Am 13. Juli 1385 schloss er sich in Amiens wieder dem königlichen Hof an. Es wurde eine Invasion Englands von Schottland aus geplant, zu deren Zweck bereits Truppen unter dem Amiral de Vienne aufgebrochen waren. Coucy sollte mit einem weiteren Kontingent nachfolgen, allerdings musste dieser Plan fallen gelassen werden, nachdem die Flamen erneut revoltierten und die Hafenstadt Damme, wo sich die Invasionsflotte sammeln sollte, besetzten. Im Februar 1386 ging Coucy eine zweite Ehe mit der dreißig Jahre jüngeren Isabella, einer Tochter des Herzogs Johann I. von Lothringen, ein. Vermutlich für sie ließ er die Burg Coucy gründlich renovieren, darunter auch die Fenster der Burg, die von dem Äffchen seiner ersten Frau beschädigt worden waren. Zusätzlich baute er einen weiteren Flügel mit einem 15 mal 70 Meter großen Festsaal an, einem überdachten Tennisplatz und einem großen Tank, der über Leitungen die Küchen der Burg mit Wasser versorgen sollte. Nach seiner eigenen Hochzeit war er in Dijon zu Gast bei der Hochzeit seines Verwandten Herzog Leopold (IV.) von Österreich, Sohn und Neffe seiner früheren Gegner, der Herzöge Albrecht (III.) und Leopold (III.) von Österreich, mit einer Tochter des Herzogs von Burgund.
Danach beteiligte sich Coucy an einem erneuten Landungsunternehmen an der englischen Küste; sein Schiff wurde aber auf der Fahrt zum Sammelpunkt an der Scheldemündung von einem portugiesischen Segler versenkt. Dem Heer steuerte er fünf Ritter, vierundsechzig Knappen und dreißig Bogenschützen bei. Letztlich musste die Invasion aufgrund des zögerlichen Verhaltens des Herzogs von Berry, abgesagt werden, der erst im Oktober 1386 zum Heer stieß, als das rauer werdende Wetter ein Auslaufen der Flotte verhinderte. Die Invasion wurde vorerst auf das kommende Jahr verschoben; bis dahin konnte Coucy den König im Frühjahr 1387 auf seiner Burg empfangen. Anschließend wurde die Invasion wieder aufgenommen. Die Streitkräfte wurden dieses Mal in zwei Kontingente geteilt, von denen das erste vom Connétable de Clisson von der Bretagne aus nach England und das andere von Coucy, dem Amiral de Vienne und dem Grafen von Saint-Pol von Harfleur nach Dover geführt werden sollte. Die Invasion scheiterte dieses Mal allerdings an dem Herzog der Bretagne, der seit Jahren eine Privatfehde gegen Clisson führte und diesen mit einer List gefangen setzte, vermutlich von England dazu ermuntert. Der Connétable konnte zwar aus der Gefangenschaft herausgelöst werden, dafür aber wurde nun der königliche Hof in der Frage der von ihm geforderten Bestrafung des Herzogs gespalten. Die Onkel des Königs hielten zum Herzog der Bretagne, während sich der König, Coucy, Vienne, Rivière und der junge Prinz Ludwig auf die Seite Clissons stellten. Coucy wurde in die Bretagne geschickt um die Strafaktion durchzuführen. Ihm gelang es aber, den kriegerischen Herzog nach zwei Unterredungen dazu zu bewegen, nach Paris zu reisen, um vor dem König um eine Entschuldigung zu bitten, dem Connétable de Clisson seinen Besitz zurückzugeben und eine Entschädigung für erlittenes Unrecht auszuzahlen. Diese Tat brachte Coucy die Bewunderung seiner Mitmenschen ein; der König schenkte ihm dafür eine kostbare französische Bibel aus der königlichen Bibliothek.
Danach wurde Coucy zum Befehlshaber eines Heeres ernannt, mit dem er gegen den Herzog von Geldern marschierte, der zuvor dem französischen König den Krieg erklärt hatte. Der Feldzug verlief wenig ruhmvoll und wurde nach einer Entschuldigung des Herzogs von Geldern beendet. Die Verantwortung für die Konflikte in den Niederlanden wurden vor allem dem Herzog von Burgund angelastet, was König Karl VI. 1388 zum Anlass nahm, die Vormundschaftsregierung seiner Onkel zu beenden, um selber die Regierungsgeschäfte zu übernehmen. Coucy war im königlichen Rat darauf bedacht, sowohl zu dem Prinzen Ludwig, dem späteren Herzog von Orléans, als auch zu dem mit diesem verfeindeten Herzog von Burgund in einem guten Einvernehmen zu stehen. Zu einer unangenehmen Begegnung kam es darauf mit dem Earl of Oxford, der an den französischen Hof eingeladen wurde. Oxford war der Ehemann von Coucys zweiter Tochter gewesen, lebte von dieser aber in offener Trennung, was die Ehre Coucys verletzte. Auf sein Drängen hin wurde Oxford bald wieder aus Frankreich verbannt. Vonseiten des Königs erhielt Coucy weitere Gunstbeweise, wie die Ernennung zum Großmundschenk (Grand bouteiller) sowie das Privileg, jährlich drei Messen in Coucy abhalten zu dürfen.
Im Juni 1389 gelang es Frankreich, einen weiteren, auf drei Jahre befristeten Waffenstillstand mit England auszuhandeln. Während der Verhandlungen wurde Coucy von dem Earl of Norfolk zu einem ritterlichen Zweikampf herausgefordert, nicht wegen einer persönlichen Feindschaft, sondern aufgrund einer ihm entgegengebrachten Ehrerbietung, da Coucy auch in England den Ruf eines tadellosen Ritters genoss, gegen den anzutreten eine Auszeichnung darstellte. Coucy lehnte aber aus unbekannten Gründen die Herausforderung ab, vermutlich um die Verhandlungen nicht durch unbedachte Handlungen zu gefährden. Um den Waffenstillstand in Aquitanien zu überwachen, wurde er zum dortigen Generalleutnant ernannt. 1389 nahm er an den Krönungsfeierlichkeiten Königin Isabeaus in Paris teil und beteiligte sich dabei an den ausgetragenen Turnieren.

### Kreuzzug nach Afrika, Staatsstreich und Feldzug gegen Genua
1389 begleitete Coucy den König auf eine Inspektionsreise in das Languedoc mit einem Zwischenbesuch bei Papst Clemens VII. in Avignon. In Toulouse empfing der König eine Gesandtschaft der Republik Genua, die ihn um eine militärische Unterstützung gegen die Berber-Piraten an der Nordafrikanischen Küste bat. Um dieses Unternehmen bei der französischen Ritterschaft populär zu machen, sollte es als ein Kreuzzug (Kreuzzug gegen Mahdia) deklariert werden. Der Herzog von Bourbon wurde zum Oberbefehlshaber des Heeres ernannt und Coucy zu dessen Stellvertreter. Zunächst reiste er noch einmal in seine Heimat, in Dijon nahm er erfolgreich an einem Turnier des Herzogs von Burgund teil. Vor Antritt des Kreuzzuges stiftete er am 26. April 1390 in Villeneuve bei Soissons an der Aisne dem Orden der Cölestiner ein Kloster (Saint-Trinité) und eine Kirche. Von Marseille aus brachen die französischen Ritter zunächst nach Genua auf, wo sich das Heer auf genuesische Galeeren begab. Am 1. Juli 1390 landeten die Kreuzritter an der Küste Tunesiens bei Mahdia, Coucy führte ein Vorauskommando und betrat als erster den Strand. Die Belagerung Mahdias gestaltete sich als entbehrungsreich und schlecht vorbereitet. Zwar konnte man jeden direkten Angriff der Berber auf offenem Feld zurückschlagen, aber die Überwindung der Stadtbefestigungen war nicht möglich. Nach neun Wochen Belagerung schloss Genua mit dem Herrscher Mahdias einen Frieden und der Herzog von Bourbon führte den Kreuzzug, der letztlich nur ein ritterliches Abenteuer war, in die Heimat zurück. Coucy verließ als letzter afrikanischen Boden. Im Oktober erreichten sie Genua und nach einer sechswöchigen Landreise über die Alpen zogen Coucy und Bourbon in Paris ein.
Wieder in königlichen Diensten, führte Coucy zusammen mit Bureau de la Rivière im Jahr 1391 mit dem Duke of Lancaster und dem Duke of Gloucester Verhandlungen um einen dauerhaften Frieden zwischen England und Frankreich, die aber aufgrund der starren Haltung Gloucesters ergebnislos verliefen. Anschließend vermittelte er mehrere Monate in Tours zwischen dem erneut rebellisch gewordenen Herzog der Bretagne und dem König. Nach einer Inspektion in Aquitanien nahm er 1392 in Amiens an weiteren Friedensgesprächen mit England teil. Bei dieser Gelegenheit traf er seine Tochter Philippa wieder, die er kaum kannte.
Nachdem auf dem Connétable de Clisson in Paris ein gescheitertes Attentat verübt wurde, rief der König einen Krieg gegen den Herzog der Bretagne aus, welcher der Mittäterschaft beschuldigt wurde. Coucy beteiligte sich an dem Feldzug, der allerdings jäh abgebrochen werden musste, als der König im August 1392 zum ersten Mal dem Wahnsinn verfiel. Um den König zu helfen, hatte unter anderem auch Coucy seinen Arzt, Guillaume de Harsigny, an den Hof kommen lassen. Zwar hatte sich der König innerhalb weniger Tage wieder erholt, diese Zeit aber hatte seinen Onkeln ausgereicht, um einen Staatsstreich durchzuführen. Sie neutralisierten die Hofpartei um de la Rivière und Ludwig von Orléans und enthoben Clisson seines Amtes. Coucy war von den Säuberungen nicht betroffen, er wurde vom Herzog von Burgund sogar beauftragt, Clisson in dessen Burg Montlhéry zu belagern, der aber rechtzeitig in seine Besitzungen in der Bretagne entkam. Von Burgund bekam Coucy erneut das Amt des Connétable angeboten, er lehnte jedoch ab.
Mit dem genesenen König vollzog Coucy eine Pilgerfahrt nach Notre-Dame de Liesse bei Laon und lud ihn anschließend auf seine Burg ein, wo zusammen mit dem Herzog von Burgund mehrere Feste begangen wurden. Am 24. Januar 1393 trat Coucy eine Reise nach Savoyen an, um dort die Regierung nach dem Tod des Grafen Amadeus’ VII. zu regeln. In seiner Abwesenheit verfiel der König in einen dauerhaften Zustand der Geistesabwesenheit, nachdem eine Maskerade auf dem Bal des Ardents in eine Tragödie mündete. Bis zum Tod des Königs im Jahr 1422 wurde Frankreich in einem Machtkampf zwischen den Herzögen von Burgund und Orléans gespalten, was schließlich die Rückkehr der Engländer begünstigen sollte.
Coucy hielt sich in den folgenden Jahren aus der französischen Politik weitgehend heraus. Nachdem er die Verhältnisse in Savoyen geordnet hatte, unterbreitete er Papst Clemens VII. einen Plan, ihm zur Rückkehr nach Rom zu verhelfen. Gian Galeazzo Visconti hatte dafür seine Unterstützung zugesagt, aber das Vorhaben scheiterte am Zögern des Papstes. Darauf stellte sich Coucy in den Dienst des Herzogs von Orléans, von dem er beauftragt wurde, nach Italien zu ziehen, um dort, unterstützt von den verbannten Familien der Spinola, Grimaldi und Doria, eine Herrschaft des Herzogs über Genua zu errichten. Er nahm sein Hauptquartier in Asti, und mit der Unterstützung Gian Galeazzo Viscontis rekrutierte er ein Söldnerheer, mit dem er die Herrschaft der bürgerlichen Partei um den Dogen Antoniotto Adorno in Genua ein Ende setzen wollte. Gegen ihn bildete sich allerdings eine Liga, bestehend aus Florenz und dem Herzog von Burgund, die einen Machtzuwachs des Herzogs von Orléans verhindern wollte. Königin Isabella, die ihren Schwager hasste, brachte den König dazu, dem Bruder alle Rechte auf Genua abzukaufen, wodurch die Stadt der Herrschaft Frankreichs unterstellt wurde. Coucy musste dadurch einen Frieden mit dem Dogen schließen, der von diesem aber sofort gebrochen wurde, indem er das mit Coucy verbündete Savona angriff. Während der Verteidigung der Stadt wurde Coucy schwer verwundet. Die Belagerung wurde schließlich im August 1395 beendet und er konnte nach Frankreich zurückreisen, wo er vom Herzog von Orléans für seinen Aufwand und Schäden großzügig entschädigt wurde.

### Kreuzzug und Tod
Im März 1396 war Coucy Zeuge der feierlichen Ferntrauung der Prinzessin Isabella mit König Richard II. von England. Allerdings nahm er nicht an dem Treffen der Könige Frankreichs und Englands an der Grenze zu Calais im August des Jahres teil, wo er seine Tochter Philippa noch einmal hätte sehen können, die sich im englischen Gefolge befand.
Der Herzog von Burgund hatte im Frühjahr 1395 dem ungarischen König Sigismund eine militärische Unterstützung für den Kampf gegen die auf dem Balkan vordringenden Osmanen zugesagt. Aufgrund des Machtkampfes in Frankreich zog der Herzog allerdings eine Absage des Unternehmens in Betracht, bis sein Sohn, Graf Johann von Nevers, sich bereit erklärte, die Führung des Kreuzzuges zu übernehmen. Vom Herzog wurde Coucy gebeten, seinen Sohn als militärischer Ratgeber zu begleiten; er sagte zu. Dem letzten großen Kreuzzug der französischen Ritterschaft schlossen sich mehrere deutsche Ritter, die italienische Seerepublik Venedig, Navarresen und Kastilier sowie die Johanniterritter von Rhodos an. Am 30. April 1396 begann der Zug von Dijon, über Straßburg durch Bayern, der Donau folgend nach Buda, wo sich das Heer mit den Ungarn vereinte. Coucy reiste nicht mit dem Heer, er wurde in eine diplomatische Mission nach Mailand gesandt, um Gian Galeazzo Visconti zu besänftigen, der seit der Verstoßung seiner Tochter durch den Herzog von Orléans gegen Frankreich konspirierte. Indem Coucy den Herrscher von Mailand davon abhielt, Genua zu annektieren, konnte er seine Mission im November 1396 erfolgreich beenden.
Mit seinem Schwiegersohn, Heinrich von Bar, setzte er von Venedig aus über die Adria und landete in Senj. Trotz des Umweges erreichten sie noch vor Nevers die ungarische Hauptstadt Buda. Im vereinten Kriegsrat war Coucy, wie fast alle Franzosen, ein Befürworter eines offensiven Vorgehens gegen die Türken, während König Sigismund zur Defensive riet. Die Franzosen konnten sich durchsetzen und der Marsch Richtung Konstantinopel wurde aufgenommen. Am 12. September 1396 erreichten sie die Stadt Nikopolis, die sie umgehend belagerten. Während die Ritter sich im Feldlager Trinkgelagen hingaben, war Coucy der erste, der das Heer des Sultans von Bayezid I. entdeckte. Mit seiner Abteilung aus fünfhundert Lanzen legte er sich in einen Hinterhalt und schlug in einem Überraschungsangriff die Vorhut der Türken in die Flucht. Dieser Erfolg brachte ihm zwar die Bewunderung der Ritter, aber auch den Neid des Connétable d’Eu ein, der sich im Ruhm übergangen fühlte. Um das weitere taktische Vorgehen geriet Coucy mit dem Connétable in Streit, Coucy unterstützte den Plan König Sigismunds, zuerst die walachischen Fußtruppen gegen den Feind marschieren zu lassen. Der Connétable und die jüngeren Ritter um Boucicaut aber forderten eine sofortige Reiterattacke.
Am 25. September 1396 überrannten die französischen Ritter in der Schlacht von Nikopolis die erste Infanteriereihe der Türken; Coucy befehligte mit Nevers die Hauptstreitmacht, während der Connétable d'Eu die Spitze führte. Im Rausch des Kampfes stürmten die Ritter sofort weiter gegen die schwere osmanische Infanterie an, die sie nur unter hohen Verlusten in die Flucht schlagen konnten. Coucy und der Amiral de Vienne versuchten, eine geordnete Kampfformation herzustellen und ermahnten die Ritter, auf die nachrückenden Ungarn zu warten. Die aber wurden von den mit den Osmanen verbündeten serbischen Rittern in die Flucht geschlagen, während die Franzosen in ihren schweren Rüstungen zu Fuß einen Hügel erstürmten, auf dem sie die Reste des türkischen Heeres vermuteten. Stattdessen wurden sie dort von der berittenen Reserve des Sultans (Sipahi) erwartet, gegen deren Angriff sie keine Chance mehr hatten. Der Amiral de Vienne wurde getötet, Nevers, Eu, La Marche, Bar, Boucicaut und mit ihnen Coucy wurden gefangen genommen. Sie entgingen dem vom Sultan angeordneten Massaker unter den gefangenen Christen nur, weil sie ein hohes Lösegeld versprachen.
Die Gefangenen, von denen Coucy der älteste war, wurden zunächst in Gallipoli in einen Turm gesperrt. Zwei Monate später wurden sie in das westanatolische Bursa gebracht. Dort lebte Coucy in provisorischer Freiheit in einem Haus des Fürsten Francesco II. Gattilusio von Lesbos, einem Vasallen des Sultans. Dessen Frau beauftragte die Republik Venedig mit Coucys Herauslösung. Coucy erkrankte aber und legte am 16. Februar 1397 sein Testament nieder, sein Körper sollte in Nogent und sein Herz in seiner Stiftung Saint-Trinité bei Soissons bestattet werden. Weiterhin bestimmte er Schenkungen an andere religiöse Einrichtungen wie an die Kathedrale von Chartres. Zwei Tage später starb er. Seine Gebeine erreichten im April 1397 die Heimat und wurden von den Bischöfen von Laon und Noyon wie vorgesehen beigesetzt.
Der Biograph des Maréchal Boucicaut berichtete, dass Coucy als der „verdienstvollste Seigneur seiner Zeit“ angesehen wurde.
Enguerrand VII. de Coucy war ein Gönner des Geschichtsschreibers Jean Froissart gewesen. Dieser bezeichnete ihn als den „höflichsten und redegewandtesten Herrn der gesamten Christenheit … das war der Ruf, den er unter allen Damen und Herren in Frankreich, England, Deutschland und der Lombardei und überall, wo er bekannt war, genoss, denn er war in seiner Zeit viel gereist und hatte viel gesehen, und auch war er von Natur geneigt, höflich zu sein.“ Das älteste erhaltene erste Buch von Froissarts Chroniken aus dem Jahr 1370 trägt das Wappen des Sire von Coucy.
Sein ereignisreiches Leben bildet die Rahmenhandlung von Barbara Tuchmans Panorama A Distant Mirror.

## Nachkommen
Aus der Ehe mit Isabella von England:
- Marie de Coucy (* April 1366 in Coucy; † 1405), Herrin von Coucy und Gräfin von Soissons, ⚭ Heinrich von Bar (Haus Scarponnois)
- Philippa de Coucy (* 1367; † Oktober 1411), ⚭ 1376 mit Robert de Vere, 9. Earl of Oxford (geschieden 1389)

Aus der Ehe mit Isabella von Lothringen:
- Isabel de Coucy († 1411), ⚭ 1409 mit Philipp von Burgund, Graf von Nevers (Haus Burgund)

Illegitime Nachkommen:
- Perceval de Aubermont

Seine Erbtochter Marie verkaufte 1400 die Baronie von Coucy an den Herzog von Orléans. Sein unehelicher, aber anerkannter Sohn vermachte seine Seigneurie dem Connétable Louis de Luxembourg, dem Ehemann von Coucys Enkelin, was darauf schließen lässt, dass Perceval keine eigenen Kinder hatte.